# New Orleans Saints 1973
La stagione 1973 dei New Orleans Saints è stata la settima della franchigia nella National Football League. La squadra terminò con 5 vittorie e 9 sconfitte, al terzo posto della propria division, mancando i playoff per il settimo anno consecutivo. La squadra aprì la stagione con una sconfitta per 62–7 contro gli Atlanta Falcons in casa. Otto giorni dopo subirono nel Monday Night Football un'altra pesante sconfitta contro i Dallas Cowboys, 40-3.

## Roster
| Roster dei New Orleans Saints nel 1973 |
| --- |
| Quarterback - 15 Bob Davis - 8 Archie Manning - 12 Bobby Scott Running Back - 32 Lincoln Minor - 34 Jess Phillips - 23 Joe Profit FB - 22 Howard Stevens Wide Receiver - 86 Jubilee Dunbar - 41 Bob Newland - 17 Speedy Thomas - 80 Doug Winslow Tight End - 87 John Beasley Offensive Linemen - 51 John Didion C - 77 Carl Johnson T - 50 Jake Kupp G - 76 Don Morrison T - 66 Royce Smith G - 61 Del Williams G Defensive Linemen - 63 Steve Baumgartner DE - 74 Derland Moore DT - 81 Billy Newsome DE - 72 Joe Owens DE - 82 Bob Pollard DT - 75 Elex Price DT - 73 John Wood DT Linebacker - 59 Wayne Colman - 58 Joe Federspiel - 56 Willie Hall - 53 Rick Kingrea - 57 Jim Merlo - 52 Dick Palmer Defensive Back - 44 Mike Fink - 24 Johnny Fuller SS - 30 Ernie Jackson CB - 11 Bivian Lee CB - 25 Jerry Moore - 37 Tom Myers FS Special Team - 19 Bill McClard K - 10 Steve O'Neal P                                                                                            |
| Legenda - I rookie sono in corsivo. - Il primo ruolo è il principale mentre gli eventuali successivi indicano i ruoli secondari. - (IR) sta per Injured Reserve ed indica la lista ristretta per un solo giocatore infortunato che può tornare ad allenarsi dopo la settimana 6 e a rientrare in prima squadra dopo che questa ha giocato 8 partite. - (NF-Inj.) / (NF-Ill.) stanno rispettivamente per Non-Football Injured e Non-Football Illness ed indicano le liste dove viene inserito un giocatore che ha un infortunio o una malattia non dipendente dal football americano. - (PUP) sta per Physically Unable to Perform ed indica la lista dove viene inserito un giocatore mentre è in attesa di recuperare la condizione fisica. Nella stagione regolare dopo la sesta partita giocata dalla propria squadra, il giocatore ha tempo tre settimane per riprendere ad allenarsi, più tre settimane aggiuntive dal suo rientro agli allenamenti per rientrare in prima squadra. |

## Calendario
| Stagione regolare |                        |           |
| Turno             | Avversario             | Risultato |
| 1                 | Atlanta Falcons        | S 62–7    |
| 2                 | at Dallas Cowboys      | S 40–3    |
| 3                 | at Baltimore Colts     | S 14–10   |
| 4                 | Chicago Bears          | V 21–16   |
| 5                 | Detroit Lions          | V 20–13   |
| 6                 | at San Francisco 49ers | S 40–0    |
| 7                 | Washington Redskins    | V 19–3    |
| 8                 | Buffalo Bills          | V 13–0    |
| 9                 | at Los Angeles Rams    | S 29–7    |
| 10                | at San Diego Chargers  | S 17–14   |
| 11                | Los Angeles Rams       | S 24–13   |
| 12                | at Green Bay Packers   | S 30–10   |
| 13                | San Francisco 49ers    | V 16–10   |
| 14                | at Atlanta Falcons     | A 14–10   |

## Classifiche
| NFC West            |    |   |   |      |     |      |     |     |     |
|                     | V  | S | P | %    | DIV | CONF | PF  | PS  | STR |
| Los Angeles Rams    | 12 | 2 | 0 | .857 | 5–1 | 9–2  | 388 | 178 | V6  |
| Atlanta Falcons     | 9  | 5 | 0 | .643 | 4–2 | 7–4  | 318 | 224 | V1  |
| San Francisco 49ers | 5  | 9 | 0 | .357 | 2–4 | 4–7  | 262 | 319 | S2  |
| New Orleans Saints  | 5  | 9 | 0 | .357 | 1–5 | 4–7  | 163 | 312 | S1  |